# Catenophlyctis
Catenophlyctis är ett släkte av svampar. Catenophlyctis ingår i familjen Catenariaceae, ordningen Blastocladiales, klassen Blastocladiomycetes, divisionen Blastocladiomycota och riket svampar.
| Catenophlyctis | \| \| Catenophlyctis variabilis \| \| \| \| \| \| Catenophlyctis peltata \| \| \| \| |
|                | \| \| Catenophlyctis variabilis \| \| \| \| \| \| Catenophlyctis peltata \| \| \| \| |
|                | Catenaria                                                                            |
|                |                                                                                      |
|                | Catenomyces                                                                          |
|                |                                                                                      |
|                | Catenophlyctis variabilis                                                            |
|                |                                                                                      |
|                | Catenophlyctis peltata                                                               |
|                |                                                                                      |

|  | Catenophlyctis variabilis |
|  |                           |
|  | Catenophlyctis peltata    |
|  |                           |